# 주전초등학교 동해분교
주전초등학교 동해분교는 대한민국 울산광역시 울산 당사동에 있었던 공립 초등학교이다.

## 연혁
- 1960년 4월 1일 동해국민학교 개교(강동에서 분리)
- 1996년 3월 1일 동해초등학교로 개칭
- 1998년 3월 1일 주전초등학교 동해분교로 개칭
- 1999년 3월 1일 폐교